# Kaingaroa Forest

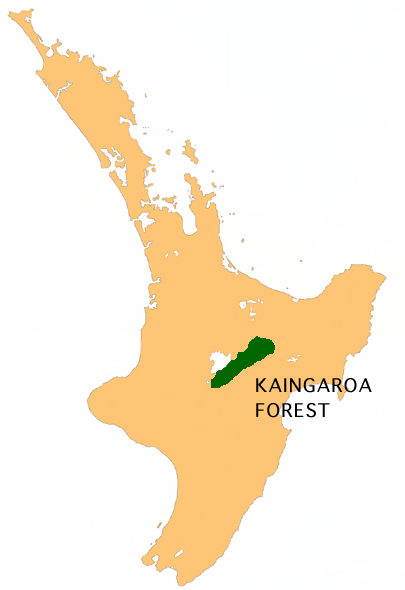
Lage des Kaingaroa Forest

Der Kaingaroa Forest ist der größte Wald auf der Nordinsel von Neuseeland und war die größte forstliche Anpflanzung auf der Südhalbkugel im 20. Jahrhundert.

## Geographie
Der Wald bedeckt 2900 km² im Bereich des East Cape und der Bay of Plenty. Er erstreckt sich östlich des Lake Taupō von Nordosten nach Südwesten. Die Forstverwaltung des Gebietes befindet sich in der Siedlung Kaingaroa, 50 km südöstlich von Rotorua. Der New Zealand State Highway 38 führt vom Mount Moungakakaramea (Rainbow Mountain) aus nach Murupara und weiter durch Te Urewera nach Wairoa durchquert den Wald.

## Geschichte
Die ersten Pflanzungen erfolgten in den späten 1920er Jahren als Staatsforst und umfassten rund 100.000 Hektar Land, zu dieser Zeit unter dem Namen Kaingaroa State Forest. Weitere Anpflanzungen in einer Größenordnung von rund 100.000 Hektar wurden 1994 vorgenommen.
In den 1980er Jahren strebte die Regierung an, den Wald an private Eigentümer zu verkaufen. Mehrere Māori-Iwi gingen dagegen vor Gericht. Sie argumentierten, dass sie als traditionelle Eigentümer des Landes unrechtmäßig enteignet wurden und dass die Regierung das Land behalten solle, bis die Ansprüche der Māori abschließend geklärt seien. Dies nahm 20 Jahre in Anspruch, am 1. Juli 2009 wurde das Land den traditionellen Eigentümern als Teil der Ausgleichsmaßnahmen der Regierung für den Bruch des Vertrages von Waitangi durch die Krone zurückgegeben. Das Holz befindet sich im Eigentum der privaten Kaingaroa Timberlands Ltd., die eine Lizenz zur forstwirtschaftlichen Bewirtschaftung des Landes besitzt.